# Francesco Conconi
Franceso Conconi (nacido el 9 de abril de 1935 en Como) es un médico italiano, especializado en medicina deportiva. Profesor en la Universidad de Ferrara, donde es también máximo responsable del Centro de Estudios Biomédicos Aplicados al Deporte (Centro Studi Biomedici Applicati allo Sport), entre los resultados de sus investigaciones se encuentra el Test de Conconi.
Con una carrera marcada por el dopaje, es considerado el introductor de la EPO en el deporte europeo, a través del ciclismo. Entre sus discípulos se encuentran los doctores Michele Ferrari, Luigi Cecchini y Carlo Santuccione, todos ellos (al igual que Conconi) implicados en diversas investigaciones de dopaje.

## Historia
En 1980 Conconi envió una propuesta al Comité Olímpico Nacional Italiano (CONI) consistente en que una selección de atletas italianos trabajara con personal de la Universidad de Ferrara con el objetivo de mejorar su rendimiento. Conconi indicó que podría ayudar a ciclistas, piragüistas, remeros, esquiadores de larga distancia, patinadores de velocidad y luchadores, y el CONI aceptó la oferta. Sandro Donati, uno de los entrenadores de atletismo del equipo olímpico en ese momento, aseguró posteriormente que la preparación de Conconi consistía principalmente en dopaje sanguíneo.
En 1984 dirigió al equipo médico, del que formaba parte el doctor Ferrari, que ayudó a Francesco Moser a batir el récord de la hora de ese año, aplicando sus conocimientos sobre el punto de frecuencia cardíaca en el que el cuerpo humano alcanza el máximo rendimiento. Conconi fue un gran innovador en el campo de la medicina deportiva, así como durante la preparación de Moser. En 1999 Moser reconocería que parte del programa de entrenamiento de Conconi incluía dopaje sanguíneo, aunque en el momento en el que batió el récord no estaba considerado práctica ilegal y por tanto no fue invalidado.

### Test de Conconi
Conconi descubrió que hay un punto a partir del cual la eficiencia aeróbica del deportista cae debido a la acumulación de ácido láctico, y para determinar ese punto, diseñó un test para medir los umbrales aeróbico y anaeróbico en los deportistas. Durante la prueba se mide la frecuencia cardíaca con diferentes cargas de trabajo, y posteriormente se hace una gráfica enfrentando la frecuencia cardíaca con el esfuerzo. De acuerdo a esta prueba, el umbral anaeróbico se encontraría en un punto de inflexión en esta gráfica.

## Lista de corredores
Entre los corredores que estuvieron bajo los cuidados de Conconi se encuentran muchos conocidos ciclistas profesionales, aunque solo unos pocos han sido condenados por dopaje.

### Clientes de Conconi, Casoni y Grazzi
- Guido Bontempi
- Maurizio Fondriest, Campeón del mundo 1988

### Clientes de Conconi y Casoni
- Marco Albarello
- Eugeni Berzin, ganador del Giro de Italia 1994
- Vladislav Bobrik
- Bruno Cenghialta
- Maurilio De Zolt
- Manuela Di Centa
- Silvio Fauner
- Francesco Frattini
- Giorgio Furlan, ganador de la Milán-San Remo 1994
- Ivan Gotti, ganador del Giro de Italia 1997
- Nicola Minali
- Gianfranco Polvara
- Antonio Santaromita
- Piotr Ugrumov
- Giorgio Vanzetta
- Alberto Volpi

### Clientes de Conconi y Grazzi
- Stefano Checchin
- Claudio Chiappucci
- Mario Chiesa
- Massimo Ghirotto
- Marco Pantani, ganador del Tour de Francia 1998
- Wladimir Poulnikov
- Stephen Roche, ganador del Tour de Francia 1987
- Fabio Roscioli
- Marcello Siboni
- Rolf Sørensen
- Enrico Zaina

### Clientes de Conconi
- Maurizio Damilano
- Luigi Della Bianc
- Emma Scaunich
- Mario Cipollini, Campeón del Mundo en ruta 2002
- Laurent Fignon, dos veces ganador del Tour de Francia
- Francesco Moser
- Miguel Ángel Zapatero
- Miguel Indurain